# Karim Findi
Karim Findi, autor e escritor Curdos. (1946 Duhok - Curdistão iraquiano).
Em 1974 graduou-se na Universidade de Mosul - Departamento de Inglês. 
Ele tem um monte de livros em muitos motivos, como política, geografia, língua, literatura, história em linguagem diferente Inglês, curda, árabe.
Foi um dos fundadores do Curdistão Jornalistas Syndicate.
era um editor-chefe do Karwan Magazine, um secretário da revista Karwan Acadêmico, Era um editor-chefe da revista Dijla o primeiro latino-Lettered Revista emitido pelo Ministério da cultura, Governo Regional do Curdistão.